# 十字路

右側通行における十字路の模式図

十字路（じゅうじろ）は、交差点の一種で、2本の道路が互いに貫通して十字形に交わる部分である。すなわち、2本の道路がほぼ直角に交差する。
十字路は2本の道路がほぼ直角に交差するものであり、交差点の中で最も一般的なものである。
辻（つじ、つむじ）、四辻・四つ辻（よつつじ）とも言うほか、青森県、栃木県や鹿児島県の一部地域では「十文字」（じゅうもんじ）、北海道の一部地域では「十字街」（じゅうじがい）と呼ぶこともある。漢字「辻」は会意による国字。

## 道路交通法

日本の「╋形道路交差点あり」の交通標識

日本の道路交通法では第2条第1項第5号で、交差点を「十字路、丁字路その他二以上の道路が交わる場合における当該二以上の道路（歩道と車道の区別のある道路においては、車道）の交わる部分をいう。」と定義しているが、十字路自体の定義は書かれていない。

## 四叉路
十字路は四叉路の一種である。十字路が2本の道路がほぼ直角に交差するものであるのに対して、四叉路は2本の道路が鋭角（および鈍角）で交差する場合や、2本の直線道路が交差するのではなく、1本の道路の途中から2本の道路が分岐する場合なども含む、より広い範疇である。

## 実例
- フィリピン・マカティの十字路
- ポンペイの十字路
- 米カリフォルニア州サンノゼの十字路